# Veolia
Veolia Environnement, також Veolia — французька багатопрофільна транснаціональна корпорація зі штаб-квартирою у Парижі, яка працює в чотирьох основних напрямках економіки повного циклу: водопостачання та водоочищення (як для муніципальних, так і промислових клієнтів), комунальні послуги (в тому числі прибирання та утилізація сміття), енергетика (електропостачання, підтримка мікроклімату, установка і обслуговування енергетичного та опалювального обладнання), транспортні послуги (обслуговування аеропортів, управління залізничними перевезеннями і міським громадським транспортом).

## Історія
У 1853 році імператорським декретом була створена «Compagnie Générale des Eaux» (CGE), що займалася зрошенням полів і постачанням води в міста та села (першим контрактом стало постачання Ліона, у 1860 році компанія отримала концесію на постачання води в Парижі). У 1867 році в Нанті була заснована компанія з прибирання вулиць, 1870 року в Руані і Шоні розпочала роботу інша компанія, що займалася збором ганчір'я та паперу (обидві фірми злилися з CGE в 1980 та 1990 роках відповідно). У 1875 році була заснована «Compagnie Générale Française de Tramways» (CGFT), яка керувала трамваями у Гаврі, Нансі та Марселі (в 1980 році вона також злилася з CGE). У 1880 році CGE вийшла на ринок Венеції, 1882 року — Стамбула, у 1883 році — Порту, 1884 року — Реймса.
У 1912 році заснована транспортна компанія «Compagnie Générale d'entreprises Automobiles» (CGEA), яка в 1919 році вийшла на паризький ринок побутових відходів (у 1980 році злилася з CGE). У 1935 році була створена компанія «Chauffage Service», що спеціалізувалася на системах опалення та кондиціонування. 1960 року «Chauffage Service» злилася з «Compagnie Générale de Chauffe» (CGC), заснованою в 1944 році (в 1967 році об'єднана компанія приєдналася до CGE). У 1953 році, в свій віковий ювілей, «Compagnie Générale des Eaux» обслуговувала 8 млн клієнтів та більше 10 тис. км інженерних мереж.
У 1967 році компанія розпочала оперувати першими установками по спалюванні сміття, в 1975 році заснувала дочірню компанію з переробки небезпечних промислових відходів. У 1980 році відбулося злиття компанії CGE зі своїми дочірніми структурами в групу «Omnium de Traitement et de Valorisation» (OTV). 1986 року злилися «Groupe Montenay» і «Compagnie Générale de Chauffe». У 1989 році з'явився бренд «Onyx». 1990 року «Onyx» придбав «Groupe Soulier» — великого європейського переробника паперу і пластику. У 1994 році CGE заснував в Жуї-ле-Мутьє Інститут міського середовища.
У 1995 році злилися компанії «Groupe Montenay» і «Compagnie Générale de Chauffe», в результаті чого утворили групу «CGE Energy Services». 1996 року з'явився підрозділ прибирання «Onyx». У 1998 році «CGE Group» змінила назву на «Vivendi», хоча французький підрозділ з водопостачання зберіг бренд «Compagnie Générale des Eaux», а «CGE Energy Services» було перейменовано в «Dalkia». У 1999 році новостворена «Vivendi Environnement» об'єднала компанії «Vivendi Water» (водопостачання), «Onyx» (утилізація відходів), «Dalkia» (енергетика) і «Connex» (транспорт), а телекомунікаційний і медіа-бізнес був виділений в окрему групу «Vivendi Universal».
У 2000 році «Vivendi Environnement» стала котируватися на Паризькій фондовій біржі, у 2001 році — на Нью-Йоркській фондовій біржі. 2003 року змінила назву на «Veolia Environnement», у 2005 році чотири підрозділи компанії взяли єдине ім'я (Veolia) і новий логотип.
В Україні Veolia представлена підприємствами у містах Київ, Чернівці та Тернопіль.